# Simonas Daukantas

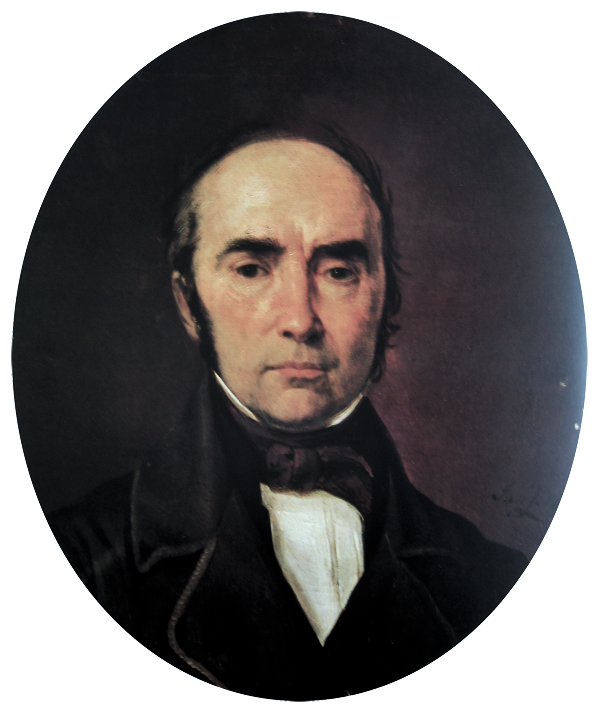
Simonas Daukantas

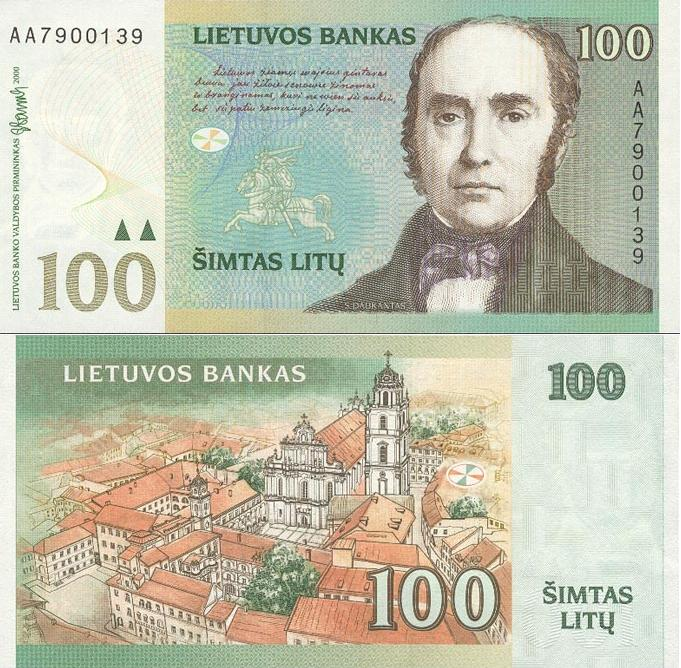
Wydany w 2000 roku banknot 100-litowy przedstawiający Simonasa Daukantasa

Simonas Daukantas, pol. Szymon Dowkont (pseudonim Jokūbas Laukys) (ur. 28 października 1793 w Kalviai koło Lenkimów, zm. 6 grudnia 1864 w Popielanach) – litewski pisarz, etnograf i historyk. Jeden z pionierów budzenia świadomości narodowej Litwinów, zwolennik odrodzenia piśmiennictwa w języku litewskim, był twórcą pierwszej książki nt. historii Litwy w języku litewskim. Był kolegą uniwersyteckim Adama Mickiewicza. W tym okresie był również uważany za kandydata na filaretę. Pomimo płynnej znajomości polskiego pisał swe prace po litewsku. Inne jego publikacje dotyczą litewskiego folkloru; napisał też polsko-litewski słownik.